# NGC 4678-2
NGC 4678-2 is een spiraalvormig sterrenstelsel in het sterrenbeeld Maagd. Het hemelobject werd in 1886 ontdekt door de Amerikaanse astronoom Francis Preserved Leavenworth.

## Synoniemen
- IC 824-1
- MCG -1-33-18
- IRAS 12471-0418
- PGC 43385